# Bun Giffen
Un bun Giffen este un bun pentru care o creștere a prețului acestuia va determina oamenii să cumpere chiar mai mult din acel produs. Bunurile Giffen pot sau nu să existe în realitate, însă există un model economic care explică cum ar putea exista un astfel de bun. Bunurile Giffen sunt numite astfel după Sir Robert Giffen care a fost numit autorul acestei idei de către Alfred Marshall în cartea sa Principles of Economics.
Pentru majoritatea produselor, elasticitatea prețului cererii este pozitivă. Cu alte cuvinte, prețul și oferta sunt orientate în direcții opuse; dacă prețul crește, cantitatea cerută scade și invers, dacă prețul scade, cantitatea cerută crește. Bunurile Giffen sunt o excepție de la această regulă. Elasticitatea prețului cererii în cazul acestora este negativă. Când prețul crește, cantitatea cerută crește și invers, când prețul scade, cantitatea cerută scade. Pentru a fi într-adevăr un bun Giffen, prețul trebuie să fie singurul care să se modifice, pentru a provoca o schimbare în cantitatea cerută și nu consumul excesiv.
Un exemplu clasic dat de Marshall este acela al creșterii prețului alimentelor de bază, de calitate inferioară, a căror cerere este determinată de sărăcie, ceea ce îi determină pe consumatorii acestor produse să se afle în imposibilitatea de a-și perimite alimente mai bune calitativ. Atunci când prețul alimentelor de calitate inferioară crește, aceștia nu își mai pot permite să își cumpere alimente mai bune calitativ și consumă mai multe alimente de calitate inferioară. 
Marshall a scris în cartea sa „Principii economice“ din 1895:
Așa cum domnul Giffen a semnalat, o creștere a prețului pâinii face ca resursele familiilor clasei muncitorilor să se reducă considerabil și face ca utilitatea marginală a banilor acestora să crească, astfel încât aceștia sunt forțați să-și reducă consumul de carne și de produse făinoase mai scumpe, iar pâinea fiind încă cea mai ieftină pe care aceștia și-o pot permite, ei vor consuma mai multă pâine.